# Middenrijns voetbalkampioenschap 1928/29
In 1928/29 werd het eerste Middenrijns voetbalkampioenschap gespeeld, dat georganiseerd werd door de West-Duitse voetbalbond. Vorig seizoen speelden de clubs nog in de Rijncompetitie.  
FV 1911 Neuendorf werd kampioen en SVgg 1910 Andernacht vicekampioen. Beide clubs plaatsten zich voor de West-Duitse eindronde. In de eindronde voor vicekampioenen verloor Andernach meteen van SV 1904 Oberhausen-Styrum. 
De acht kampioenen werden over twee groepen van vier verdeeld en Neuendorf werd derde in groep zuid en was uitgeschakeld. 

## 1. Bezirksklasse
| Plaats | Club                    | Wed. | W  | G | V  | Saldo | Ptn.  |
| ------ | ----------------------- | ---- | -- | - | -- | ----- | ----- |
| 1.     | FV 1911 Neuendorf       | 14   | 11 | 1 | 2  | 46:19 | 23:5  |
| 2.     | SVgg 1910 Andernach     | 14   | 10 | 1 | 3  | 56:31 | 21:7  |
| 3.     | VfB Lützel              | 14   | 9  | 2 | 3  | 54:35 | 20:8  |
| 4.     | FV Engers 1907          | 14   | 7  | 0 | 7  | 38:43 | 14:14 |
| 5.     | SV 1911 Elz             | 14   | 5  | 2 | 7  | 32:37 | 12:16 |
| 6.     | SC 1904 Neuwied         | 14   | 5  | 0 | 9  | 38:37 | 10:18 |
| 7.     | SC Koblenz 1900/02      | 14   | 4  | 2 | 8  | 32:36 | 10:18 |
| 8.     | SV Rheinland 1914 Mayen | 14   | 1  | 0 | 13 | 14:72 | 2:26  |

|  | Kampioen, Geplaatst voor de West-Duitse eindronde |
|  | Geplaatst voor de West-Duitse eindronde           |
|  | Promotie/Degradatie play-off                      |

## Promotie/Degradatie play-off
|  |                         |              |                    |  |
|  | SV Rheinland 1914 Mayen | 2 – 3 (n.v.) | SC 07 Bad Neuenahr |  |
|  |                         |              |                    |  |